# بوناوانتور دیونکپ
بوناوانتور دیونکپ (انگلیسی: Bonaventure Djonkep؛ زادهٔ ۲۰ اوت ۱۹۶۱) بازیکن سابق و مربی فوتبال اهل کامرون است.
وی همچنین در تیم‌های ملی فوتبال زیر ۲۰ سال کامرون و کامرون بازی کرده‌است.